# Спільнота протестантських церков Європи
Спільнота протестантських церков Європи (СПЦЄ, також нім. GEKE - Gemeinschaft Evangelischer Kirchen in Europa) - це співдружність понад 100 протестантських церков, які підписали Леєнберзьку угоду, й прагнуть до реалізації церковного сопричастя, здійснену через співпрацю у свідченні та служінні світові. До 2003 року СПЦЄ була відома під назвою "Леєнберзька церковна спілка".
Більшість членів спільноти, це лютеранські й реформатські церкви Європи. Європейські методистські церкви приєдналися до СПЦЄ спільною декларацією про церковне спілкування у 1997 році.
Генеральним секретарем Ради Церков є преподобний доктор Маріо Фішер. Офіси Спільноти розташовані у Відні, Австрія, і є спільними з офісами Євангелічної церкви Аугсбурзького сповідання в Австрії

## Церкви-учасниці
- Ісландія
  - Церква Ісландії
- Норвегія
  - Церква Норвегії
- Данія
  - Церква Данії
  - Реформатський Синод Данії
- Великобританія
  - Церква Шотландії
  - Об'єднана вільна церква Шотландії
  - Німецькомовний Євангелічно-Лютеранський Синод у Великій Британії
  - Пресвітеріанська церква Уельсу
  - Методистська церква в Ірландії
  - Методистська церква Великої Британії
  - Об'єднана реформатська церква
- Ірландія
  - Лютеранська церква в Ірландії
  - Пресвітеріанська церква в Ірландії
- Нідерланди
  - Протестантська церква в Нідерландах
  - Ремонстрантське братство
- Люксембург
  - Протестантська церква Люксембургу
  - Протестантська реформатська церква Люксембургу
- Австрія
  - Євангелічна церква Аугсбурзького сповідання в Австрії
  - Реформатська церква Австрії
- Ліхтенштейн
  - Євангелічна церква Ліхтенштейну
- Німеччина
  - Євангелічна церква в Німеччині
  - Євангельська реформатська церква Німеччини
  - Союз євангельських церков
  - Конференція церков на Рейні
  - Федерація Євангельських Реформатських Церков Німеччини
  - Євангелічно-Лютеранська Церква Північної Німеччини
  - Євангелічно-лютеранська церква Мекленбурга
  - Померанська євангелічна церква
  - Євангелічно-лютеранська церква в Ольденбурзі
  - Євангелічно-Лютеранська церква Баварії
  - Євангелічна церква Бремена
  - Євангелічна церква в Берліні, Бранденбурзі та Сілезькій Верхній Лужиці
  - Євангелічна церква Ангальту
  - Євангелічна церква в Центральній Німеччині
  - Євангелічно-лютеранська церква в Брауншвейгу
  - Євангелічно-Лютеранська церква Ганновера
  - Євангелічно-лютеранська церква Шаумбург-Ліппе
  - Церква Ліппе
  - Євангелічна церква Вестфалії
  - Євангелічно-Лютеранська церква Саксонії
  - Євангелічна церква Гессенського виборчого округу Вальдек
  - Протестантська церква землі Гессен і Нассау
  - Євангелічна церква Рейнської області
  - Голландська церква Валлонії
  - Євангелічна церква Пфальца
  - Протестантська церква в Бадені
  - Євангелічно-Лютеранська церква Вюртемберга
  - Євангелічна реформатська церква Баварії та Північно-Західної Німеччини
  - Євангелічно-Лютеранська Церква Литви у вигнанні (Німеччина)
- Швейцарія 
  - Протестантська церква Швейцарії
  - Федерація Євангелічно-Лютеранських Церков Швейцарії та Князівства Ліхтенштейн
- Франція
  - Об'єднана протестантська церква Франції
    - Євангелічно-лютеранська церква Франції
    - Реформатська церква Франції)

  - Союз протестантських церков Ельзасу та Лотарингії
    - Протестантська реформатська церква Ельзасу і Лотарингії
    - Протестантська церква Аугсбурзького сповідання Ельзасу і Лотарингії
- Бельгія
  - Об'єднана протестантська церква Бельгії
- Іспанія
  - Іспанська євангелічна церква
- Португалія
  - Євангельська методистська церква Португалії
  - Євангельська пресвітеріанська церква Португалії
- Італія
  - Союз методистських і вальденсівських церков
    - Вальденська євангелічна церква
    - Методистська церква в Італії

  - Лютеранська євангелічна церква в Італії
- Румунія
  - Євангелічно-лютеранська церква Румунії
  - Реформатська церква в Румунії
    - Реформатська єпархія Кіралігагомеллека
    - Реформатська єпархія Трансільванії

  - Євангелічна церква Августинського сповідання в Румунії
- Греція
  - Грецька євангелічна церква
  - Німецькомовна протестантська церква в Греції
- Хорватія
  - Євангельська церква в Республіці Хорватія
  - Реформатська християнська церква в Хорватії
- Словенія
  - Євангельська церква Словенії
- Сербія
  - Словацька євангельська церква Аугсбурзького сповідання в Сербії
  - Реформатська християнська церква в Сербії
- Угорщина
  - Євангелічно-Лютеранська церква в Угорщині
  - Реформатська церква в Угорщині
- Словаччина
  - Євангелічна церква Аугсбурзького сповідання в Словаччині
  - Реформатська християнська церква в Словаччині
- Чехія
  - Чехословацька гуситська церква
  - Церква братів у Чеській Республіці
  - Євангельська церква чеських братів
  - Сілезька євангельська церква Аугсбурзького сповідання
- Польща
  - Польська реформатська церква
  - Євангельська церква Аугсбурзького сповідання в Польщі
- Україна
  - Реформатська церква на Закарпатті
- Росія
  - Євангелічно-Лютеранська Церква в Росії, Україні, Казахстані та Середній Азії
- Естонія
  - Естонська Євангелічно-Лютеранська Церква
- Латвія
  - Євангелічно-Лютеранська Церква Латвії
- Литва
  - Євангелічно-Лютеранська церква Литви
  - Литовська євангельська реформатська церква